# Prokhladnyj
Prokhladnyj (russisk: Прохладный) er en by i Republikken Kabardino-Balkaria i Rusland. Den ligger ved floden Malka, omkring 40 km nordøst for republikkens hovedstad Naltsjik, og 150 km nordøst for bjerget Elbrus i Kaukasus. Den har et areal på 29 km², og en befolkning på 60.023 (2024) mennesker og ligger i en højde af 200 moh. 
Den blev grundlagt i 1765, og fik bystatus i 1937.